# Wings of Heaven
Wings of Heaven è il settimo album del gruppo AOR/hard rock britannico Magnum. Il disco è uscito nel 1988 per l'etichetta discografica Polydor.

## Tracce
1. "Days of No Trust" — 5:23
2. "Wild Swan" — 6:15
3. "Start Talking Love" — 3:36
4. "One Step Away" — 4:39
5. "It Must Have Been Love" — 5:16
6. "Different Worlds" — 4:39
7. "Pray for the Day" — 3:45
8. "Don't Wake the Lion (Too Old To Die Young)" — 10:34
9. "C'est La Vie" (Bonus track on picture disc LP)

## Formazione
- Mark Stanway - tastiere
- Tony Clarkin - chitarra
- Bob Catley - voce
- Wally Lowe - basso
- Mickey Barker - batteria